# Bellanca CH-200
El Bellanca CH-200 Pacemaker fue un avión utilitario monomotor, de ala alta y seis plazas, construido en los Estados Unidos en los años 20 del siglo XX. Fue un desarrollo del Wright WB-2 del que Bellanca había adquirido los derechos en 1926, y fue el primer avión de la marca Bellanca en obtener un certificado de tipo. El CH-200 fue usado en una serie de vuelos pioneros de larga distancia y en intentos de récord de distancia y permanencia en vuelo.

## Historia operacional
En las Los Angeles Air Races de 1928, un CH-200 pilotado por Victor Dallin consiguió la segunda plaza en las pruebas de velocidad (con una media de 168 km/h) y ganó las pruebas de eficiencia. El mismo año, el teniente Royal Thomas estableció un récord mundial de mantenimiento en vuelo de 35 horas y 25 minutos en un CH-200 remotorizado con un motor diésel Packard DR-980.
Entre el 11 de diciembre de 1928 y el 25 de junio de 1929, los aviadores peruanos Carlos Martínez de Pinillos y Carlos Zegarra Lanfranco volaron un CH-200 llamado Perú en una gira por Latinoamérica. En ese tiempo, cubrieron 20635 km en 157 horas y 55 minutos de vuelo total, visitando 13 países y 25 ciudades en su ruta.

## Especificaciones

### Características generales
- Tripulación: Un piloto.
- Capacidad: Cinco pasajeros.
- Longitud: 8,5 m
- Envergadura: 14,1 m
- Peso útil: 843,7 kg
- Planta motriz: 1× motor radial de 9 cilindros Wright J-5.
  - Potencia: 164 kW (220 hp)

### Rendimiento
- Velocidad nunca excedida (Vne): 203 km/h
- Velocidad crucero (Vc): 170,6 km/h
- Velocidad de entrada en pérdida (Vs): 74 km/h
- Alcance: 1290 km

### Desarrollos relacionados
- CH-300
- CH-400

### Secuencias de designación
- Secuencia Letras/Letras y números (de Bellanca): ← CE - CF - WB-2 - CH-200 - CH-300 - CH-400 - J-300